# Dorota Piontek
Dorota Ewa Piontek – polska politolog, Prof. UAM dr. hab. nauk społecznych, profesor uczelni i kierownik Zakładu Komunikacji Społecznej Wydziału Nauk Politycznych i Dziennikarstwa Uniwersytetu im. Adama Mickiewicza w Poznaniu.

## Życiorys
27 czerwca 1995 obroniła pracę doktorską Nowy Ład Komunikacyjny w jednoczącej się Europie, 24 września 2012 habilitowała się na podstawie pracy zatytułowanej Komunikowanie polityczne i kultura popularna. Tabloidyzacja informacji o polityce. Awansowała na stanowisko adiunkta na Wydziale Nauk Politycznych i Dziennikarstwa Uniwersytetu im. Adama Mickiewicza.
Została zatrudniona na stanowisku profesora w Katedrze Dziennikarstwa i Komunikacji Społecznej na Wydziale Zamiejscowym w Poznaniu Szkole Wyższej Psychologii Społecznej w Warszawie.
Była profesorem nadzwyczajnym w Katedrze Dziennikarstwa i Komunikacji Społecznej na Wydziale Zamiejscowym w Poznaniu Uniwersytetu SWPS Humanistycznospołecznego z siedzibą w Warszawie, oraz w Zakładzie Systemów Prasowych i Prawa Prasowego na Wydziale Nauk Politycznych i Dziennikarstwa Uniwersytetu im. Adama Mickiewicza w Poznaniu.
Jest profesorem uczelni i kierownikiem w Zakładzie Komunikacji Społecznej na Wydziale Nauk Politycznych i Dziennikarstwa Uniwersytetu im. Adama Mickiewicza w Poznaniu, a także członkiem Rady Dyscypliny Naukowej – Nauk o Polityce i Administracji, Nauki o Komunikacji Społecznej i Mediach, Nauki o Bezpieczeństwie Uniwersytetu im. Adama Mickiewicza w Poznaniu.